# 利夫里奧山

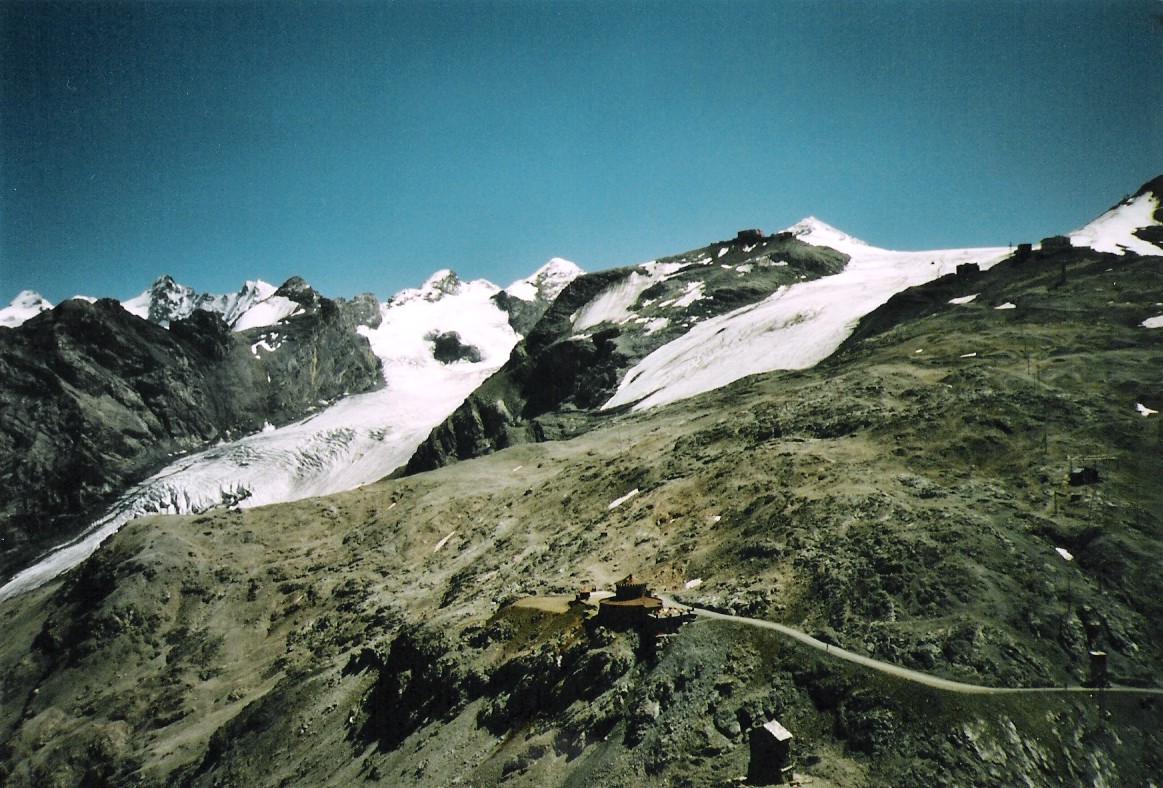

46°30′46″N 10°28′03″E / 46.512742°N 10.467378°E
利夫里奧山（義大利語：Monte Livrio），是意大利的山峰，位於該國東北部，由博爾扎諾-南蒂羅爾自治省負責管轄，屬於奥特莱斯山的一部分，海拔高度3,174米。